# Квебекское управление французского языка

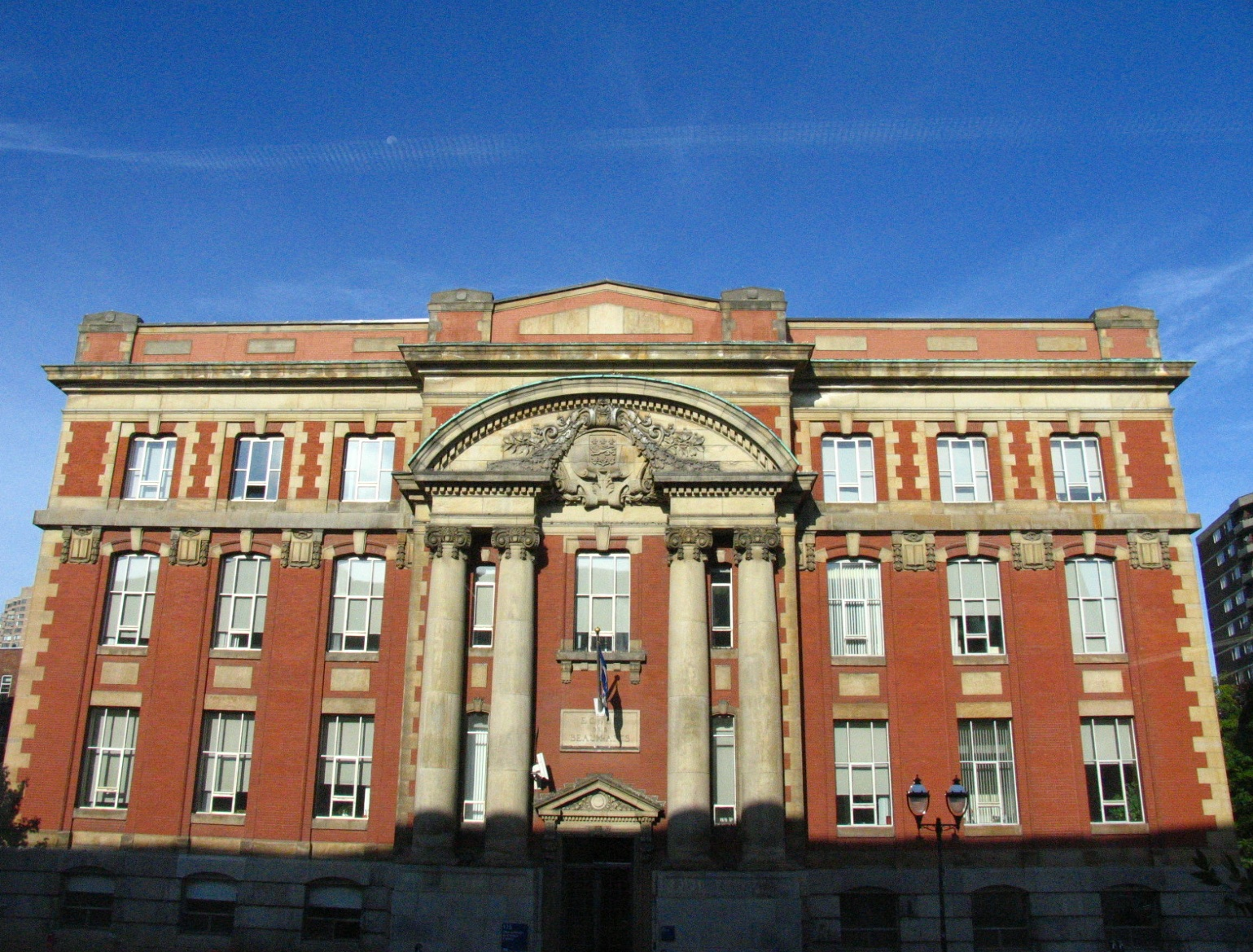
Квебекский офис французского языка, Монреаль, Квебек.

Квебекское управление французского языка (OQLF; фр. Office québécois de la langue française; до 1 октября 2002 — Офис французского языка (OLF)) — правительственное учреждение, организованное правительством провинции Квебек 24 марта 1961 года. Позднее из его состава было выделено министерство по делам культуры Квебека (сегодня это Министерство культуры и коммуникации Квебека).
Основной функцией Квебекского управления французского языка стали развитие и регулирование норм французского языка в Квебеке с целью сделать его единственным официальным языком провинции со всей полнотой официальных функций. Бюджет (2010) организации составляет 19,0 млн. канадских долларов. Решения организации носят в основном рекомендательный характер, но имеют большое влияние на языковую политику региона. Так, в 1977 г. Национальным собранием Квебека была принята Хартия французского языка, провозгласившая французский язык единственным официальным языком провинции. В этом же году были созданы две спутниковые организации — Высший совет по французскому языку и Топонимическая комиссия Квебека. Само управление впоследствии выпустило Большой терминологический словарь Квебека (GDT), а также Большой справочник французского языка (BDL).